# Kloštar Ivanić
Kloštar Ivanić je vesnice a opčina v Chorvatsku v Záhřebské župě. Těsně sousedí s městem Ivanić Grad a nachází se asi 29 km jihovýchodně od Záhřebu. V roce 2001 žilo v Kloštaru Ivanići 3 597 obyvatel, v celé opčině pak 6 038 obyvatel.
K opčině připadá celkem 11 vesnic, z nichž největší je středisko opčiny, Kloštar Ivanić.
- Bešlinec – 378 obyvatel
- Čemernica Lonjska – 279 obyvatel
- Donja Obreška – 138 obyvatel
- Gornja Obreška – 106 obyvatel
- Kloštar Ivanić – 3 597 obyvatel
- Krišci – 210 obyvatel
- Lipovec Lonjski – 336 obyvatel
- Predavec – 240 obyvatel
- Sobočani – 419 obyvatel
- Stara Marča – 151 obyvatel
- Šćapovec – 184 obyvatel

Obyvatelé se věnují především zemědělství, konkrétně pěstování ovoce, zeleniny a vinné révy.